# In My Defense
In My Defense è il secondo album in studio della rapper australiana Iggy Azalea, pubblicato il 19 luglio 2019.

## Antefatti
All'inizio del 2016 Iggy Azalea ha pubblicato Team, che avrebbe dovuto essere il singolo apripista del suo secondo album, allora intitolato Digital Distortion. Ha pubblicato molti altri singoli nel 2016, 2017 e 2018, tra cui i singoli Mo Bounce, Switch e Savior. Alla fine del 2017 ha annunciato di aver completamente scartato l'album e che stava lavorando ad un nuovo progetto. Poco dopo è stato rivelato che aveva firmato un contratto discografico con la Island Records. A metà 2018 ha pubblicato l'EP Survive the Summer, che contiene il singolo Kream in collaborazione con Tyga. Mesi dopo ha annunciato di aver lasciato l'etichetta per diventare un'artista indipendente.
A novembre ha firmato un contratto di distribuzione con la Empire Distribution dopo aver lasciato la Island Records.

## Promozione
Il primo singolo dell'album, Sally Walker, è stato annunciato da Azalea a febbraio 2019 e pubblicato il 15 marzo successivo. Il secondo singolo, Started, è uscito insieme al suo video musicale il 3 maggio successivo. Il 28 giugno ha pubblicato Just Wanna come singolo promozionale in contemporanea con il pre-ordine dell'album. Il 5 luglio ha confermato sul suo account Twitter che Fuck It Up, in collaborazione con Kash Doll, sarebbe stato il terzo singolo ufficiale.

## Accoglienza
In My Defense ha ricevuto recensioni negative da parte della critica. Su Metacritic ha accumulato un punteggio medio di 39 su 100, indicando recensioni generalmente sfavorevoli. Mike Neid di Idolator ha affermato che i contenuti dell'album hanno poca profondità. Craig Jenkins di Vulture ha dichiarato che "In My Defense è un divertente seguito alle frustrazioni dell'era Digital Distortion", aggiungendo che "è un miglioramento rispetto a Survive the Summer" e che "Iggy Azalea sembra avere il controllo sulla sua carriera per la prima volta da molto tempo". Nicolas Tyrell della rivista Clash ha elogiato il disco: "Iggy Azalea è migliorata sia nel suo flow che nel raccontare la sua storia in un periodo lontano dal suo successo mainstream"; ha tuttavia notato che l'album nel suo insieme è stato creato più con l'idea del successo commerciale in mente, seguendo le mode musicali del momento, che con un vero e proprio progetto personale della rapper.
In una recensione negativa, Dani Blum di Pitchfork ha scritto che "l'album è pieno di elementi che lei pensa dovrebbero essere usati in una canzone rap: bassi, occasionali "skrrrt", menzioni di aziende della moda e fluidi corporei", tanto da sembrare "un'emulazione dei rapper che ammira"; ha criticato l'album in generale affermando che "Iggy riempie le sue canzoni con frasi che sembrano delle didascalie di post di Instagram". Ha definito Sally Walker la migliore canzone dell'album; tuttavia, ha descritto Freak of the Week come "una traccia rifiutata da Megan Thee Stallion".

## Tracce
Testi e musiche di Amethyst Kelly, eccetto dove indicato.
1. Thanks I Get – 2:38
2. Clap Back – 3:28
3. Sally Walker – 2:58 (Amethyst Kelly, Anthony White)
4. Hoemita (feat. Lil Yachty) – 3:18 (Amethyst Kelly, Miles Parks McCollum)
5. Started – 3:06 (Amethyst Kelly, Ronny Wright)
6. Spend It – 3:12
7. Fuck It Up (feat. Kash Doll) – 2:45 (Amethyst Kelly, Arkeisha Knight)
8. Big Bag (feat. Stini) – 2:10 (Amethyst Kelly, Kristina Buch)
9. Comme des garçons – 3:38
10. Freak of the Week (feat. Juicy J) – 3:10 (Amethyst Kelly, Jordan Houston)
11. Just Wanna – 2:47
12. Pussy Pop – 1:51

## Classifiche
| Classifica (2019) | Posizione massima |
| ----------------- | ----------------- |
| Australia         | 52                |
| Belgio (Vallonia) | 137               |
| Stati Uniti       | 50                |